# Sakaisuji-lijn
De Sakaisuji-lijn (堺筋線, Sakaisuji-sen) is een van de lijnen van de Metro van Osaka in Japan. De lijn is vernoemd naar de Sakaisuji, een straat in Osaka waarlangs de lijn grotendeels loopt. De lijn loopt van noord naar zuid en heeft als kenmerken de letter K (waarmee de stations worden aangeduid) en de kleur bruin. De Sakaisuji-lijn is 8,1 km lang en heeft tien stations, wat de lijn tot een van de kortste metrolijnen van Osaka maakt.

## Aansluiting op deHankyu Senri-lijn
Hoewel de Sakaisuji-lijn relatief kort is, sluit de lijn in het noorden aan op de Hankyu Senri-lijn, welke verder naar het noorden gaat. Na een aantal jaar besloot men om de metro door te laten rijden op het traject van de Senri-lijn, om zo het comfort te verhogen.

## Geschiedenis
Het plan voor de Sakaisuji-lijn is ontstaan uit de wens om Osaka te verbinden met de internationale expositie in Suita (ten noorden van Osaka) die plaatsvond tussen 1969 en 1970. Men besloot om een metrolijn aan te leggen tot aan de eindhalte van de Hankyu Senri-lijn, die Suita (en de expo) aandeed. Na complicaties met het voltage en de spoorbreedte werd de lijn in 1969 geopend. In 1993 werd de lijn verlengd vanaf het station Dobutsuen-mae tot aan Tengachaya.

## Stations
| Nummer | Station                   | Japans         | Afstand | Verbindingen | wijk           | wijk |
| ------ | ------------------------- | -------------- | ------- | --- | -------------- | ---- |
| K11    | Tenjimbashisuji Rokuchōme | 天神橋筋六丁目 | 0,0     | Hankyu: Senri-lijn Metro van Osaka： Tanimachi-lijn (T18) | Kita-ku        |      |
| K12    | Ōgimachi                  | 扇町           | 0,7     | JR West: Osaka-ringlijn (station Temma) | Kita-ku        |      |
| K13    | Minami-Morimachi          | 南森町         | 1,3     | Metro van Osaka： Tanimachi-lijn (T21) JR West: Tozai-lijn (station Osaka Temmangū) | Kita-ku        |      |
| K14    | Kitahama                  | 北浜           | 2,1     | Keihan: Keihan-lijn | Chūō-ku        |      |
| K15    | Sakaisuji-Hommachi        | 堺筋本町       | 3,0     | Metro van Osaka： Chūō-lijn (C17) | Chūō-ku        |      |
| K16    | Nagahoribashi             | 長堀橋         | 4,0     | Metro van Osaka： Nagahori Tsurumi-ryokuchi-lijn (N16) | Chūō-ku        |      |
| K17    | Nippombashi               | 日本橋         | 4,9     | Metro van Osaka： Sennichimae-lijn (S17) Kintetsu: Namba-lijn (station Kintetsu Nippombashi) | Chūō-ku        |      |
| K18    | Ebisuchō                  | 恵美須町       | 5,9     | Hankai: Hankai-tramlijn | Naniwa-ku      |      |
| K19    | Dōbutsuen-mae             | 動物園前       | 6,6     | Metro van Osaka: Midosuji-lijn (M22) JR West: Osaka-ringlijn en de Kansai-lijn (station Shin-Imamiya) Nankai: Nankai-lijn en de Koya-lijn (station Shin-Imamiya) Hankai: Hankai-tramlijn (station Minami-Kasumicho) | Higashinari-ku |      |
| K20    | Tengachaya                | 天下茶屋       | 8,1     | Nankai: Nankai-lijn en de Koya-lijn | Higashinari-ku |      |